# Yann Richard (iranologue)
Pour les articles homonymes, voir Yann Richard (géographe).
Yann Richard, né le 24 juillet 1948 à Joncy (Saône-et-Loire), est un iranologue français, spécialiste du chiisme moderne, de l’histoire de l’Iran contemporain ainsi que de la littérature persane.

## Biographie
Yann Richard a fait des études de philosophie et de linguistique à Lyon et à Grenoble, puis d'islamologie, d'arabe et de persan littéraire à Tübingen (Allemagne). Diplômé de l'Institut national des langues et civilisations orientales (Paris), Yann Richard est dans les années 1975-1980 pensionnaire scientifique à l'Institut français de recherches en Iran. 
Après une thèse de 3e cycle soutenue, en 1980, sur Le Gowhar-e morâd de Abdorrazzâq Lâhiji (philosophe iranien du XVIIe siècle),  il devient chercheur au CNRS de 1981 à 1993, ainsi que professeur invité à l'université de Californie à Los Angeles (1984) et au St Antony's College, Oxford (1987-1988). En 1992, il soutient une thèse d'État intitulée L'identité et la modernité dans la culture iranienne contemporaine à l'université Paris 3 - Sorbonne Nouvelle. 
Depuis 1993, il est professeur et directeur de l'Institut d'études iraniennes de l'université Paris 3 - Sorbonne Nouvelle et fait partie du comité de rédaction de la revue Studia Iranica. Témoin de la révolution iranienne, il a effectué de multiples missions en Iran.

## Publications
- Le Shi'isme en Iran. Islam et révolution, Paris, Jean Maisonneuve, 1980, 135 p.
- [Texte persan édité et traduit en français avec introduction et commentaire] Nuroddin ‘Abdorrahmân b. Ahmad JÂMI, Les Jaillissements de Lumière. Lavâyeh, Paris, Les Deux Océans, 1982, 181 p.
- [Codirigé avec Bernard Hourcade] Téhéran, au-dessous du volcan, Paris, Autrement, 1987, 222 p., Paris, Maison des Sciences de l'Homme, 1989, 242 p.
- [Codirigé avec Gilles Kepel] Intellectuels et militants de l'Islam contemporain, Paris, Édition du Seuil, 1990, 287 p.
- L'Islam chiite : croyances et idéologies, Paris, Éditions Fayard, 1991, 302 p.
- 100 mots pour dire l'Iran moderne, Paris,  Maisonneuve & Larose, 2003, 220 p.
- L'Iran : naissance d'une république islamique, Paris, Éditions de La Martinière, 2006, 378 p.
- [Coécrit avec Jean-Pierre Digard et Bernard Hourcade] L'Iran au XXe siècle : entre nationalisme, islam et mondialisation, Éditions Fayard, 2007, 501 p. (3e édition)
- L'Iran de 1800 à nos jours, Flammarion, 2009, 472 p. (réédition de L'Iran. Naissance d'une république islamique)
- [Edition and introduction] C.J. Edmonds, East and West of Zagros. Travel, war and politics in Persia and Iraq, 1913-1921, Leiden - Boston, Brill, 2010, XXI-377 p.
- [Édition et introduction] Regards français sur le coup d'État de 1921 en Perse : journaux personnels de Georges Ducrocq et Hélène Hoppenot, Leiden - Boston, Brill, 2015, VI-699 p.
- L'Iran de 1800 à nos jours, Paris, Flammarion, 2016, 492 p. (3e édition revue et augmentée)
- Iran. A Social and Political History since the Qajars, Cambridge, Cambridge University Press, 2019.